# Andrzej Raczko
Andrzej Raczko (ur. 22 lutego 1953 w Kutnie) – polski ekonomista, minister finansów w rządach Leszka Millera i Marka Belki, w latach 2010–2016 członek Zarządu Narodowego Banku Polskiego.

## Życiorys
W 1977 ukończył ekonometrię na Uniwersytecie Łódzkim, podjął następnie pracę na tej uczelni jako asystent, a po obronie (w 1986) doktoratu jako adiunkt. Studiował także w brytyjskiej uczelni London School of Economics.
W latach 90. pracował w sektorze bankowym w Łódzkim Towarzystwie Kredytowym (przekształconym później w Petrobank). Po przejęciu banku przez LG Group został członkiem zarządu i dyrektorem LG Petrobanku Następnie związany z PKO BP jako kierownik zespołu ds. banku hipotecznego.
W latach 2001–2002 w okresie pełnienia funkcji ministra finansów przez Marka Belkę zajmował stanowisko podsekretarza stanu w tym resorcie. Odpowiadał za dług publiczny i politykę zagraniczną, w tym negocjacje akcesyjne jako członek zespołu negocjacyjnego. Podał się do dymisji po odejściu z rządu Marka Belki. Od października 2002 pracował w Banku Gospodarki Żywnościowej jako dyrektor departamentu strategii, a od maja 2003 jako wiceprezes. W tym czasie był także zastępcą gubernatora Międzynarodowego Funduszu Walutowego.
16 czerwca 2003 został powołany na stanowisko ministra finansów w rządzie Leszka Millera, jako następca Grzegorza Kołodki. Sprawował ten urząd również w gabinecie Marka Belki zaprzysiężonym 2 maja 2004, a następnie w drugim rządzie tego premiera, który uzyskał wotum zaufania 11 czerwca 2004. Zrezygnował z tej funkcji już 21 lipca 2004, objął następnie stanowisko w Międzynarodowym Funduszu Walutowym. Kolejno pracował w Komisji Nadzoru Finansowego na stanowisku dyrektora Departamentu Analiz Rynkowych, a od 2009 ponownie w Międzynarodowym Funduszu Walutowym w charakterze obserwatora.
Na wniosek prezesa NBP Marka Belki 7 września 2010 został powołany przez prezydenta Bronisława Komorowskiego w skład Zarządu Narodowego Banku Polskiego. W 2016, po zakończeniu sześcioletniej kadencji, został doradcą nowego prezesa NBP Adama Glapińskiego.

## Odznaczenia
W 2005 odznaczony Krzyżem Kawalerskim Orderu Odrodzenia Polski, a w 2016 odznakę honorową "Za zasługi dla bankowości Rzeczypospolitej Polskiej".